# Charles Wendeling
Charles Wendeling (ur. 19 września 1927 w Strasburgu, zm. 23 grudnia 1996 w Colmar) – francuski polityk i prawnik, w 1989 poseł do Parlamentu Europejskiego II kadencji.

## Życiorys
Syn przemysłowca Charlesa i Clarisse Burckhartsmeyer. Studiował prawo i literaturoznawstwo na Université Grenoble Alpes. Praktykował jako obrońca przy sądzie apelacyjnym w Colmar, od 1991 do 1992 kierował tamtejszym samorządem adwokackim (jako bâtonnier). Od 1960 do 1975 kierował lokalnym oddziałem organizacji Fédération des conseils de parents d’élèves. Zaangażował się w działalność na rzecz planowania rodziny i aborcji, w 1965 był współzałożycielem centrum planowania rodziny w Miluzie (trzeciego w kraju, wówczas nielegalnego).
Od 1965 należał do powiązanej z François Mitterrandem Konwencji Instytucji Republikańskich, wstąpił do Partii Socjalistycznej. W 1984 kandydował do Parlamentu Europejskiego, mandat zdobył 25 maja 1989 w miejsce Didiera Motchane’a. Przystąpił do frakcji socjalistycznej. Od 1989 do 1995 zasiadał w radzie miejskiej Colmar.

## Życie prywatne
W 1949 poślubił Suzanne Madeleine Muguette Deviller, miał z nią syna.